# František Ipser
František Ipser (Chrudim, 16 agosto 1927 – 9 dicembre 1999) è stato un calciatore cecoslovacco, di ruolo centrocampista.

## Carriera

### Club
Ha sempre giocato nel campionato cecoslovacco.

### Nazionale
Ha collezionato 4 presenze in Nazionale.